# Learjet 28
De Learjet 28 en Learjet 29 zijn privéjets van het Amerikaanse Learjet. Het waren de opvolgers van Learjets succesvolle 25 en werden in de tweede helft van de jaren 1970 geïntroduceerd.

## Geschiedenis
De Gates Learjet 28 en -29 Longhorn waren doorontwikkelingen van de Learjet 25 uit de jaren 1960. De vleugels waren verlengd en het waren ook de eerste Learjets die winglets hadden. Die zorgden voor een lager verbruik en betere prestaties.
De Learjet 28 had tot acht zitplaatsen. De Learjet 29 was identiek, maar offerde twee zitplaatsen op voor extra brandstoftanks, en had zodoende een groter vliegbereik.
Beide varianten waren een commerciële mislukking door de verouderde motoren die te luid en dorstig waren geworden. Er werden van de twee samen nog geen tien exemplaren gebouwd voor de productie in 1982 werd gestaakt. Het was meteen het einde van de Learjet 23-familie die werd opgevolgd door de nieuwe Learjet 35.